# Alan Bannister
Alan Bannister MBE (Manchester, 3 de novembro de 1922 — maio de 2007) foi um ciclista britânico que atuou durante os anos 40 e 50 do século XX.
Durante sua carreira, ele participou em dois Jogos Olímpicos: em 1948, em Londres, onde ganhou uma medalha de prata na prova de tandem, fazendo parceria com Reg Harris; e em 1952, em Helsinque, onde voltou a repetir o teste, mas sendo eliminado nas quartas de final.